# ادوارد نجیرینتی
ادوارد نجیرینتی (زاده ۲۲ فوریه ۱۹۷۳) اقتصاددان و سیاستمدار رواندایی است. او از ۳۰ اوت ۲۰۱۷ به‌عنوان نخست‌وزیر رواندا توسط رئیس‌جمهور رواندا، پل کاگامه منصوب شده است.